# Nero (datorprogram)
Nero, programvara för CD/DVD-bränning utvecklad av tyska Nero AG (ursprungligen Ahead AG). Den senaste versionen är Nero 2015. Något som gör Nero speciellt är deras gränssnitt som inkluderar både avancerad och lättanvänd miljö.

## Lista över program
- Nero Burning Rom Programvara för CD/DVD-bränning som har stöd för både Blu-ray och HD DVD. Huvudprogrammet i paketet.
- Nero Express Förenklat gränssnitt av Nero Burning Rom.
- Nero BackItUp Program för Säkerhetskopiering.
- Nero BurnRights
- Nero CoverDesigner Program för design av skivfodral.
- Nero ImageDrive Program för att öppna skivavbilder.
- InCD Program för formatering av CD-RW- och DVD-RW-skivor.
- Nero Recode Ett program för videokonvertering.
- Nero StartSmart
- Nero Video Ett program för att skapa DVD- och Blu-ray-filmer.
- Nero RescueAgent Program för att återskapa raderade filer.
- Nero Wave Editor Program för ljudredigering.
- Nero Linux 4 Linuxprogram för bränning, rippning och kopiering som har stöd för Blu-ray-skivor.

## Historia
Den första programvaran släpptes 1997.
Det fulla produktnamnet är Nero Burning Rom, en ordlek. Dels syftar namnet på programmets syfte, att bränna ROM-skivor, och dels på den romerska kejsaren  Nero Claudius Caesar Augustus Germanicus, som misstänktes ha startat den andra och värre fasen av branden i Rom år 64. Företaget hade tidigare en logotyp med Colosseum i brand, trots att den byggdes efter Neros levnad.